# Radó Sámuel
Radó Sámuel, születési nevén Róthfeld Salamon (Petrőc, 1857. február 7. – Budapest, 1919. július 18.) író, újságíró. Felesége Hirsch Nelli, Hirsch Lipót nyomdai igazgató lánya.

## Életútja
Rothfeld Dávid és Stern Mimi fiaként született. Jogi tanulmányait a Bécsi Egyetemen végezte és miután a bírói pályát választotta, egy ideig a bécsi országos törvényszéknél mint jegyző működött. Később újságíró lett, néhány évet Párizsban és Berlinben töltött. Külföldi lapok tudósítójaként tért haza. Bécsi lapoknak, különösen a Neues Wiener Tagblattnak budapesti levelezője és 1891-től a Budapesten megjelenő Neues Politisches Volksblatt egyik tulajdonosa és főszerkesztője volt 1894. június 5-ig. Akkor a Pester Lloyd vezércikkírója és a bécsi Politische Correspondenz hazai képviselője lett. Tudósította a francia Havas és az angol Reuter hírügynökséget is. 1890. május 11-én Budapesten kötött házasságot Hirsch Nellyvel.
1898-ban a Magyar Távirati Iroda vezetésével bízták meg. Valójában a hírügynökséget koncesszióba adták, hogy a fenyegető csődöt ezáltal elkerüljék. Radó Sámuel húsz éven át irányította, és igazgató-főszerkesztőként a hírszolgáltatás újjászervezése terén nagy érdemeket szerzett.
A napi politikával foglalkozó számos cikket írt. Affaire Thorn-Tilot című színművét Bécsben mutatták be (1882). Jóval később Újságírók címen írt drámát (Budapest, 1914). „Radó Sámuel minden igazságnak - az egymással ellenkező igazságoknak is megértője, de egyetlenegynek sem a Don Quijote-ja.” – írta róla a darabbal kapcsolatban kortársa, Fenyő Miksa. Halálát szívbaj, érelmeszesedés okozta.

## Munkái
- Tisza, seine Partei, seine Gegner (München, 1888)
- Az összeférhetetlenség. Irta Fabricius (Budapest, 1898)
- Die ungarische Verfassung geschichtlich dargestellt. Mit einem Anhang: Die wichtigsten Verfassungs-Gesetze (Berlin, 1898; Budapesten nyomatott.)
- Das Deutschtum in Ungarn (Berlin, 1903; Budapesten nyomatott)
- Politikai olvasókönyv (Budapest, 1907)
- Hírlapírók iskolája (Budapest, 1909)
- Népies politika (Budapest, 1910)
- Politikai jelszavak és frázisok (Budapest, 1912)
- John Bull és társai (Budapest, 1916)